# Annalisa Cucinotta
Annalisa Cucinotta (* 4. März 1986 in Latisana) ist eine ehemalige italienische Radrennfahrerin, die hauptsächlich auf der Bahn aktiv war.

## Sportlicher Werdegang
Annalisa Cucinotta stammt aus einer Radsport-Familie. Trainiert wurde sie von ihrem älteren Bruder Claudio. Als Juniorin wurde Annalisa Cucinotta 2004 Junioren-Weltmeisterin im Scratch sowie dreifache italienische Meisterin auf der Bahn, im Punktefahren, im Sprint und im 500-Meter-Zeitfahren. Zudem wurde sie Junioren-Europameisterin im Scratch sowie Vize-Europameisterin im Sprint und im Zeitfahren. Schon im Jahr zuvor war sie Vize-Europameisterin der Junioren im Scratch geworden. 2006 wurde sie Zweite der Europameisterschaft im Keirin (U23) und gewann zwei Etappen der polnischen Straßenrennens Tour Dookola Polski.
Seit 2004 startete Cucinotta international auch in der Elite und konnte sich mehrfach bei UCI-Bahn-Weltmeisterschaften im Scratch unter den besten Zahn platzieren. Ab 2007 startete Cucinotta national in der Elite und errang zwei italienische Meistertitel, im Scratch und im Keirin und wurde erneute Vize-Europameisterin im Scratch (U23). 2008 belegte sie bei den Bahnweltmeisterschaften in Manchester Platz vier im Scratch.
Im Dezember 2008 wurde Annalisa Cucinotta bei einer Dopingkontrolle positiv auf Anabolika getestet und für zwei Jahre gesperrt. Wegen des Dopings sollte sie aus dem Nationalkader ausgeschlossen werden, konnte sich aber einklagen.
2013 wurde Cucinotta erneut dreifache italienische Meisterin, im Sprint, im Scratch sowie im Zeitfahren. 2015 errang sie bei den Bahn-Europameisterschaften im schweizerischen Grenchen die Silbermedaille im Ausscheidungsfahren. Im selben Jahr gewann sie jeweils eine Etappe der Ladies Tour of Qatar und des Giro d’Italia Femminile. Nachdem sich ihr Team Lensworld-Kuota Ende 2017 aufgelöst hatte, gab sie ihren Rücktritt vom Leistungsradsport bekannt.
Annalisa Cucinotta ist als Carabiniere in Bassano del Grappa tätig (Stand 2018).

## Erfolge

### Bahn
2003
- Junioren-Europameisterschaft – Scratch

2004
- Junioren-Europameisterin – Scratch
- Junioren-Europameisterschaft – Sprint, 500-Meter-Zeitfahren
- Italienische Junioren-Meisterin – Sprint, 500-Meter-Zeitfahren, Punktefahren

2005
- Bahnrad-Weltcup in Sydney – Scratch

2006
- Bahnrad-Weltcup in Moskau – Scratch
- Europameisterschaft (U23) – Keirin

2007
- Europameisterschaft (U23) – Scratch
- Italienische Meisterin – Keirin, Scratch

2008
- Bahnrad-Weltcup in Cali – Scratch

2013
- Italienische Meisterin – Scratch, Sprint, 500-Meter-Zeitfahren

2014
- Italienische Meisterin – Scratch

2015
- Europameisterschaft – Ausscheidungsfahren

### Straße
2006
- zwei Etappen Tour Dookola Polski

2008
- Classica Citta di Padova

2015
- eine Etappe Ladies Tour of Qatar
- eine Etappe Giro d’Italia Femminile

## Teams
- 2006–2008 Sc Michela Fanini
- 2009 Top Girls Fassa Bortolo
- 2011–2012 Kleo Ladies Team
- 2013–2014 Servetto Footon
- 2015 Alé Cipollini
- 2016 Alé Cipollini
- 2017 Lensworld-Kuota